# Blowellus
Blowellus es un género de foraminífero planctónico considerado como nomen nudum e invalidado, aunque considerado perteneciente a la familia Globorotaliidae, de la superfamilia Globorotalioidea, del suborden Globigerinina y del orden Globigerinida. Su especie tipo es Globorotalia birnageae. Su rango cronoestratigráfico abarca desde el Aquitaniense (Mioceno inferior) hasta el Langhiense (Mioceno medio).

## Descripción
Blowellus no fue originalmente descrito y por tanto fue invalidado de acuerdo al Art. 13 del ICZN. Teniendo en cuenta que su especie tipo es considerada una Fohsella (Fohsella birnageae), Blowellus podría haber sido descrito con las características diagnósticas de aquel género y ser un sinónimo subjetivo posterior.

## Discusión
Clasificaciones posteriores incluirían Blowellus en la superfamilia Globigerinoidea.

## Clasificación
Blowellus incluía a la siguiente especie:
- Blowellus birnageae